# Schwarzbier

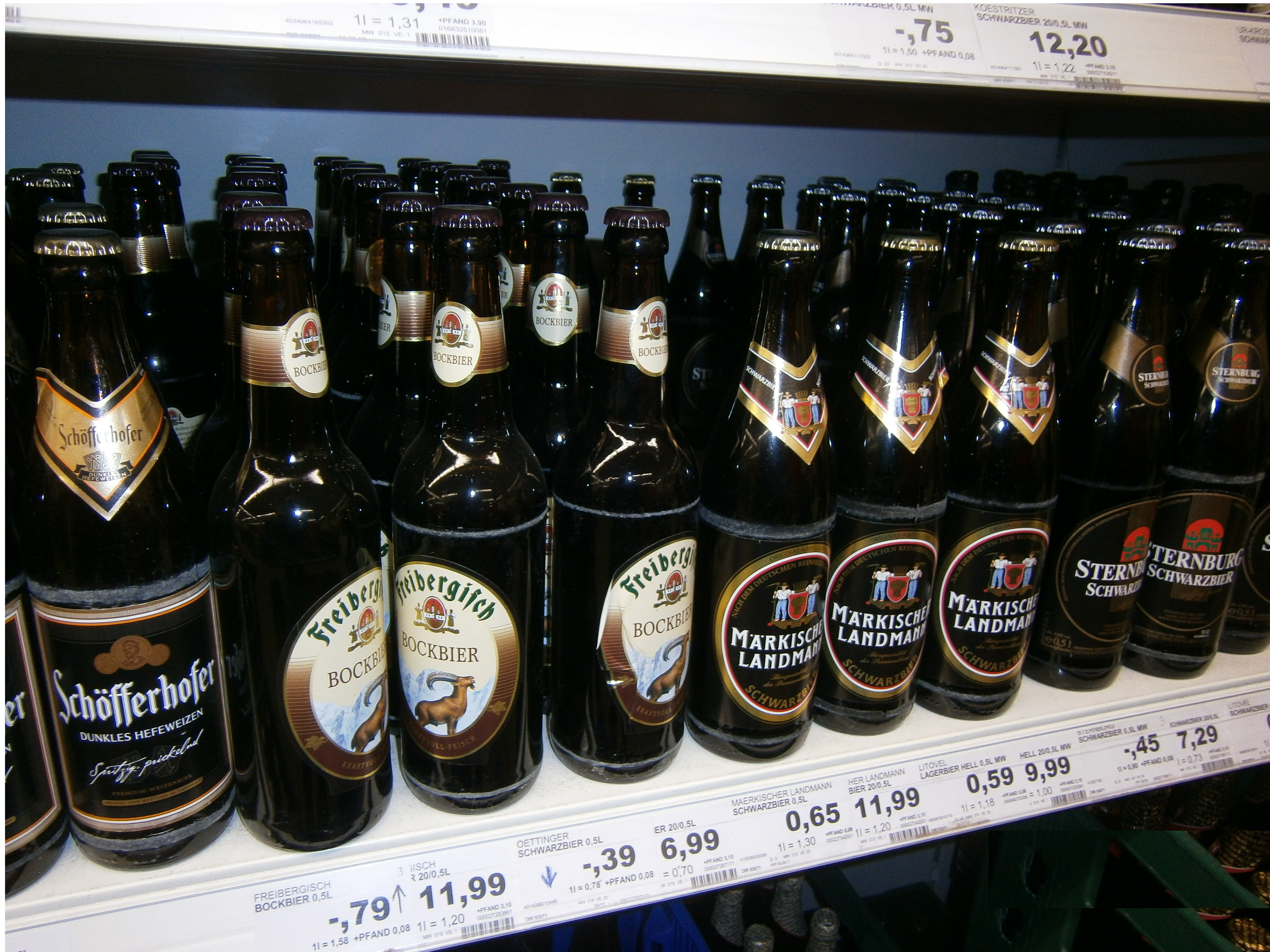
Rechts im Bild: Sternburg Schwarzbier und Märkischer Landmann (Schwarzbier)

Schwarzbier ist eine Biersorte. Schwarzbiere sind dunkle Vollbiere, die heute – anders als früher – meist untergärig hergestellt werden. Der Alkoholgehalt beträgt in der Regel zwischen 4,6 und 5,6 % Vol.

## Herstellung
Seine dunkle Farbe erhält Schwarzbier meist durch die Verwendung dunklen Braumalzes oder Röstmalzes – was ihm die typisch röstige Note gibt –, seltener auch durch Farbebier. Der Stammwürzegehalt beträgt mindestens 11 %.

## Geschichte
Die Wurzeln dieser Biersorte finden sich in Thüringen, Sachsen sowie Brandenburg. Die früheste urkundliche Erwähnung in Thüringen stammt aus dem Jahre 1543. Das älteste bekannte Schwarzbier ist die seit dem Mittelalter (erstmalige urkundliche Erwähnung 1390) in Braunschweig gebraute „Braunschweiger Mumme“.
Zu DDR-Zeiten war Schwarzbier ein Nischenprodukt, das zu einem Großteil nach Ungarn exportiert wurde. Nach der Wiedervereinigung wurde es erfolgreich als Spezialität vermarktet. Marktführer in Deutschland ist die Köstritzer Schwarzbierbrauerei, die ihre Produktion im Zeitraum von 1989 bis 2011 von 12.000 auf rund 380.000 Hektoliter pro Jahr steigern konnte. Schwarzbier hat in Deutschland einen Marktanteil von 1,6 Prozent.

## Weitere Sorten
Andere bekannte dunkle Biersorten sind Altbier (Niederrhein), Dunkelbier (Dunkles Export) beziehungsweise Lagerbier (Süddeutschland, vor allem Bayern), dunkles Weizenbier (Bayern) sowie Stout und Porter (Vereinigtes Königreich und Irland).
Ein Biermischgetränk bestehend aus Schwarzbier und Cola ist unter dem Namen Greifswalder, Dunkles Radler, Schwarzer Diesel oder Schmutziges bekannt. In Süddeutschland versteht man unter einem Dunklen Radler jedoch eine Mischung aus dunklem Bier und Zitronenlimonade.